# Parcs éoliens de l'Atrébatie
Les parcs éoliens de l'Atrébatie sont situés en France sur le territoire de la communauté de communes de l'Atrébatie (maintenant communauté de communes des Campagnes de l'Artois), dans le département du Pas-de-Calais en région Hauts-de-France.
Ils comprennent un total de 18 éoliennes Vestas V90 d'une puissance totale de 54 MW.  
L'ensemble éolien de l'Atrébatie a été développé et construit par la société OSTWIND international.

## Situation
Les éoliennes sont réparties sur 5 parcs et 6 communes, :
- Le Vert Galant (4 machines) situé sur les communes de Penin et Tincques ;
- Le Bois du Haut (4 machines) situé sur les communes de Penin, Tincques et Berles-Monchel ;
- Le Garimetz (4 machines) situé sur les communes de Chelers et Magnicourt-en-Comte ;
- Les Cinq Hêtres (2 machines) situé sur la commune de Chelers ;
- Les Champs aux Chats (4 machines) situé sur la commune de Maizières.

## Historique
- 2003 : Lancement du projet par la communauté de communes de l'Atrébatie
- Septembre 2012 : Début du chantier
- 2013-2014 : Mise en service des machines[4]

## Caractéristiques techniques
Les machines choisies pour réaliser ces parcs sont des Vestas V90. Elles disposent d'une puissance nominale de 3 MW chacune. Le moyeu se trouve à 105 mètres de haut et le diamètre du rotor est de 90 mètres.